# Александър Панов (футболист)
Вижте пояснителната страница за други личности с името Александър Панов.
Александър Владимирович Панов е руски футболист, играещ за аматьорския ФК Барс. Става известен през 1999, когато вкарва 2 гола на Франция и помага на отбора на Русия да победи тогавашният световен шампион с 3-2. Панов е избран и за играч на мача.

## Кариера
Панов започва кариерата си в Зенит. След 1 сезон там е продаден на Динамо Вологда. В първите години от кариерата си Александър е накрозависим и дори обмисля да прекрати кариерата си. Все пак той решава да си пробва късмета в Китай и подписва с Баоканг. Александър прави фурор във втора лига на Китай, като вкарва 19 гола в 12 мача. След тази впечатляваща серия и след като се отказва от наркотиците, Панов се завръща в Зенит. Този период е най-силният в неговата кариера. Под ръководството на Анатолий Бишовец, Александър става звездата на Зенит и стига до руския национален отбор. През сезон 1999 печели купата на Русия, вкарвайки 2 попадения във финалът. След като прави добро впечатление на международна сцена, Панов е купен от френския Сент Етиен. Тежка травма пречи на Панов да се наложи там и е даден под наем на ФК Лозана. По време на престоя си в Швейцария, Панов се разболява от хепатит C. През 2002 се завръща в Русия с екипа на Динамо Москва. Панов е далеч от най-добрата си форма и година по-късно подписва с Динамо Санкт Петербург и става голмайстор на Руска Първа Дивизия. След този силен сезон, Александър е купен от ФК Торпедо Москва. Нисичкият нападател бързо се утвърждава в състава на московския тим. Панов успява да напомни за себе си и попада в разширения състав на Русия за Евро 2004. В последния момент обаче отпада от списъка на треньора и не участва на първенството. През 2006 Торпедо изпада и Панов отново е в Зенит - първият му професионален отбор. Александър не успява да се пребори с Андрей Аршавин и Александър Кержаков за титулярно място. Предполага се, че привличането му е по-скоро ход за спечелване на феновете, отколкото с цел да помогне на отбора. През 2007 играе под наем на Торпедо до края на сезона. След това Панов решава да сложи край на кариерата си и започва да се занимава със собствен бизнес. На 23 август 2010 се съглавява да играе в Руска втора дивизия, отново с Торпедо. След края на сезон 2010 слага за втори път край на кариерата си, но скоро отива в аматьорския ФК Люберци. От 2012 играе за Протон-Денеб Москва. В ЛФЛ Панов вкарва 21 гола в 14 мача. През септември 2012 преминава в Барс и се разписва още в дебюта си. Към лятото на 2014 г. има 23 мача и 23 отбелязани попадения.